# دينيس روبرتس
دينيس روبرتس (19 يناير 1923 بلندن في الإمبراطورية الرومانية - 19 مايو 2013 في الولايات المتحدة) (بالإنجليزية: Denys Roberts)‏ هو قاضي ولاعب كريكت بريطاني.